# Therizinosaurus
Therizinosaurus cheloniformis var en dinosaurie som levde under kritaperioden. Den var något mindre än 12 meter, och hade cirka 70 cm långa klor. Therizinosaurus är den mest typiska i släktet Therizinosaurider.

## Beskrivning
Therizinosaurus levde i nuvarande Mongoliet, och upptäcktes i slutet av 1940-talet. Fossil som har hittats är bland annat långa klor. Man trodde först att man funnit klorna efter en sköldpaddsliknande reptil, men så småningom kunde man rekonstruera anatomin hos dessa dinosaurier. 
Therizinosaurerna ingår i underordningen theropoder, men var inte köttätare vilket de flesta av dessa var. Den var tungt byggd, benen var korta och inte anpassade för att springa ifatt byten. Dess tänder var inte formade som andra theropoders, utan som hos växtätare. Den hade förhållandevis litet huvud på en lång hals, och mer välutvecklade framben än de flesta theropoder. Therizinosaurus hade tre fingrar på varje framben, med de stora klorna framtill. De enorma klorna kunde bli upp emot en meter långa och tros varit till för att dra till sig de löv och växter den åt, kanske även för att gräva upp rötter. Vid angrepp blev klorna sannolikt ett kraftfullt vapen.

## Kultur
Therizinosaurus uppmärksammades i "Den gigantiska klon", ett specialavsnitt av den brittiska TV-serien Dinosauriernas tid.